# Larissa (sainte)
Pour les articles homonymes, voir Larissa.
Sainte Larissa est une martyre chrétienne, morte en Crimée vers 375.

## Légende
Larissa et ses compagnes étaient réunies sous une tente pour célébrer l'Eucharistie quand, sur l'ordre du roi goth Athanaric, Winguric apporta une idole et enjoignit au groupe de chrétiens de venir l'adorer. Certains acceptèrent et furent épargnés, mais Larissa et d'autres personnes refusèrent. Elles périrent brûlées vives.
Plus tard, la veuve d'un autre goth, Gaatha, rassembla les reliques des martyrs et les emporta en Syrie avant d'être martyrisée à son tour.

## Vénération
Sa fête est fixée au 26 mars.  Elle est vénérée dans l'orthodoxie et catholicisme.